# Unterspreewald
Unterspreewald este o arie protejată (arie specială de conservare — SAC, sit de importanță comunitară — SCI) din Germania întinsă pe o suprafață de 2.520,51 ha, integral pe uscat.

## Localizare
Centrul sitului Unterspreewald este situat la coordonatele 52°03′21″N 13°52′32″E / 52.0558°N 13.8756°E.

## Înființare
Situl Unterspreewald a fost declarat sit de importanță comunitară în februarie 1999 pentru a proteja 18 specii de animale. Situl a fost protejat și ca arie specială de conservare în octombrie 1990.

## Biodiversitate
Situată în ecoregiunea continentală, aria protejată conține 9 habitate naturale: Cursuri de apă de la nivel de câmpie la nivel montan, cu vegetație Ranunculion fluitantis și Callitricho-Batrachion, Liziere de ierburi înalte hidrofile de câmpie și de nivel montan până la alpin, Fânețe de joasă altitudine (Alopecurus pratensis, Sanguisorba officinalis), Păduri de fag Luzulo-Fagetum, Păduri de fag Asperulo-Fagetum, Păduri de stejar sau de stejar și carpen sub-atlantice și medio-europene de Carpinion betuli, Păduri de stejar și carpen Galio-Carpinetum, Păduri acidofile de stejar bătrân cu Quercus robur pe câmpii nisipoase, Păduri aluvionare cu Alnus glutinosa și Fraxinus excelsior (Alno-Padion, Alnion incanae, Salicion albae).
La baza desemnării sitului se află mai multe specii protejate:
- amfibieni (2): buhai de baltă cu burta roșie (Bombina bombina), triton cu creastă (Triturus cristatus)
- mamifere (3): castor (Castor fiber), vidră de râu (Lutra lutra), liliac de iaz (Myotis dasycneme)
- nevertebrate (8): croitorul mare al stejarului (Cerambyx cerdo), rădașcă (Lucanus cervus), fluturele purpuriu (Lycaena dispar), Ophiogomphus cecilia, Osmoderma eremita, Unio crassus, Vertigo angustior, Vertigo moulinsiana
- pești (5): avat (Aspius aspius), zvârluga (Cobitis taenia), cicar (Lampetra planeri), țipar (Misgurnus fossilis), boarță (Rhodeus sericeus amarus)